# Eugenius Amiratus
Eugenius Amiratus ossia Eugenio di Palermo, o Eugenius Siculus, in greco Εὐγενής Εὐγένιος ὁ τῆς Πανόρμου (Palermo, 1130 circa – 1202) è stato un traduttore italiano, ammiraglio (amiratus) del Regno di Sicilia alla fine del XII secolo.

## Biografia
Di origine greca, ma nato a Palermo, ebbe solida istruzione, tanto da essere definito da un suo contemporaneo "il più versato in greco e in arabo, e tutt'altro che inesperto in latino".
La famiglia di Eugenio aveva da varie generazioni ruoli importanti nell'amministrazione degli Altavilla. Egli era figlio infatti dell'ammiraglio Giovanni e nipote di un altro ammiraglio  che portava il suo stesso nome.
Servì sotto Guglielmo il Buono prima di essere elevato al rango di ammiraglio nel 1190. I suoi immediati doveri erano quelli di responsabile dell'Amministrazione delegata al controllo dei conti statali - il  diwan (latinizzato in duana o dohana) - acquisendo presto il titolo di magister duane baronum nel settembre 1174, quando fu inviato dal re a Salerno per verificare i conti dei balivi regi e per autorizzare la vendita di proprietà a favore dello stratigotus, così che questi potesse saldare un debito.
Quantunque non siano noti con precisione i suoi compiti istituzionali di magister, egli aveva anche l'incarico di far scrivere e diffondere i signacula di Guglielmo II coi quali si indicava il dovere di pedaggio a chi traversasse ogni ponte, strada e guado dei domini reali (aprile 1187). Eugenius determinò i confini delle terre della chiesa di Santa Sofia a Benevento nel 1175 e agì da arbitro in una disputa confinaria tra Ravello e Amalfi a Nocera nel 1178 e nel settembre di quello stesso anno a Minori. In tali occasioni figura come magister regie dohane baronum et de secretis. A quel tempo figura aver operato sotto Gualtiero II di Modica.
Servì con pari lealtà Tancredi, prima di trasferirsi nell'amministrazione degli Hohenstaufen, sotto Costanza d'Altavilla ed Enrico VI. Fu falsamente accusato di aver cospirato ai danni dell'Imperatore Enrico VI e fu per questo tenuto per breve tempo prigioniero in Germania.

## Opere
Eugenius fu un ottimo traduttore e poeta, ed è stato persino ipotizzato che fosse lui stesso a usare come pseudonimo il nome di Ugo Falcando (Hugo Falcandus), un cronista che scrisse un'opera riguardante i fatti avvenuti a Palermo tra il 1154 e il 1169. A tal fine occorre sottolineare che Eugenius - al di là dell'ipotesi, che resta indimostrabile - era certamente in posizione ideale per scrivere una cronaca.
Verso il 1154 curò una traduzione dall'arabo al latino dell'Ottica di Tolomeo, che sopravvive in una ventina di manoscritti. Tradusse anche la Sibilla Eritrea (Erythraeon) dal greco in latino, la cui unica sopravvivenza può essere rintracciata nelle copie del XIII secolo delle profezie di Gioacchino da Fiore. È anche associato alla diffusione in Occidente della bella favola sanscrita Kalila e Dimna (che era stata tradotta in greco almeno dalla fine del secolo XI).
Il greco era in effetti la sua lingua materna. In tale lingua scrisse poesie (ne rimangono appena ventiquattro in un manoscritto del XIV secolo). Erano di qualità mediocre e scritte in uno stile che allora era di moda a Costantinopoli. I poemi consentono di dare uno sguardo superficiale alla sua vita e ai suoi tempi e dimostrano la sua intimità con Guglielmo il Malo e il suo legame con le comunità religiose greche di Brindisi e Messina. Scrisse un poema in cui lamentava il suo imprigionamento tedesco, biasimando il cattivo stato del mondo, assumendo un consolatorio approccio filosofico.